# Vasakarat (film, 2016)
A Vasakarat (eredeti cím: Bleed for This) 2016-ban bemutatott amerikai életrajzi-drámafilm, melynek rendezője és forgatókönyvírója Ben Younger. A főszerepben Miles Teller, Aaron Eckhart, Katey Sagal, Ciarán Hinds és Ted Levine látható.
Világpremierje a 43. Telluride Filmfesztiválon volt 2016. szeptember 2-án. Az Amerikai Egyesült Államokban 2016. november 18-án mutatta be az Open Road Films, Magyarországon DVD-n jelent meg szinkronizálva.

## Cselekmény
1988 novemberében Vinny Pazienza Roger Mayweather ellen bokszol a WBC félnehézsúlyú világbajnoki címéért. Késve érkezik a mérlegelésre, mivel szobabiciklin edzett, hogy elérje a súlyhatárt. Vinny súlya 63,5 kg, ami feljogosítja a küzdelemre.
Vinny ahelyett, hogy kipihente volna magát a küzdelem előtt, az éjszakát egy kaszinóban töltötte. Másnap veszít Mayweather ellen. A mérkőzés egy pontján Vinny a gongszó után ütést kap. Bokszmenedzsere, Lou Duva jelenetet csinál, Mayweather után megy, de ennek következtében megütik őt. A mérkőzés után Duva azt mondja a médiának, hogy Vinnynek vissza kellene vonulnia a boksztól. Ez feldühíti Vinny apját, Angelót (aki az edzője), és szembeszáll Duvával. Az ezt követő vitában Vinny bejelenti, hogy szeretne még egy meccset, és felfogadja Kevin Rooney-t edzőjének.
Angelo megerősítést kap arról, hogy Vinny megkapta a Gilbert Dele elleni címmeccset. Vinny technikai KO-val megnyeri a mérkőzést, így ő lesz a WBA félnehézsúlyú világbajnoka. Néhány nappal később Angelo közli Vinnyvel, hogy legközelebb Roberto Durán panamai bokszolóval fog megküzdeni. Vinny örül, és barátjával, Jimmyvel kocsiba száll, hogy elmenjen kávét inni. Útközben frontálisan ütköznek egy szembejövő autóval. Jimmy könnyebb sérüléseket szenved, de Vinny-nek súlyos a nyaksérülése.
Amikor a kórházban magához tér, az orvos közli vele, hogy talán soha többé nem fog tudni járni, és biztosan nem fog többé bokszolni. Felajánlja, hogy egy gerincfúzióval javítja Vinny esélyeit a járásra. Ez nem garantálja, hogy újra fog tudni járni, és korlátozná a nyakának mozgását. Így bokszolásról szó sem lehet. Az orvos javaslata ellenére Vinny úgy dönt, hogy beszereltet egy olyan orvosi eszközt, amelyben egy kör alakú fém merevítőt csavaroznak a koponyába négy helyen, és négy fémrúddal támasztják meg. Ez lehetővé tenné számára, hogy visszanyerje nyakának mozgását, és újra bokszolhasson. Vinny optimizmusa ellenére Rooney elutasítja az ötletet.
Vinny az orvosok tanácsát semmibe véve elkezd edzeni a pincéjében. Rooney beleegyezik, hogy segít neki. Angelo rajtakapja őket az edzésen, és kidobja Kevint a házból.
Hat hónappal a baleset után Vinny készen áll arra, hogy eltávolíttassa a beépített eszközt. Úgy dönt, hogy nyugtatók nélkül viseli el a csavarok eltávolításával járó fájdalmat.
A visszavágó mérkőzés előtt megerősítik, hogy Vinny Durán ellen fog küzdeni. A mérkőzésre Las Vegasban kerül sor, 1990-ben. Az első hat menetben Vinnyt legyőzi Durán. Aztán hirtelen - saját állhatatosságától inspirálva - Vinny a küzdelem végén egy megfelelő ütést mér ellenfelére. Vinny végül 12 menetes többségi döntéssel győz (114-114, 115-113, 115-113, 115-113).
Az utolsó jelenetben Vinnyvel egy újságírónő készít interjút. A nő a legnagyobb hazugságról kérdezi, amit bokszolóként valaha mondtak neki. Vinny szünetet tart, majd azt mondja, hogy a legnagyobb hazugság: „Ez nem ilyen egyszerű”.

## Szereplők
| Szerep                                   | Színész               | Magyar hang        |
| ---------------------------------------- | --------------------- | ------------------ |
| Vincenzo „Vinny a Pazmán ördög” Pazienza | Miles Teller          | Renácz Zoltán      |
| Kevin Rooney                             | Aaron Eckhart         | Epres Attila       |
| Louise Pazienza                          | Katey Sagal           | Menszátor Magdolna |
| Angelo Pazienza                          | Ciarán Hinds          | Barbinek Péter     |
| Lou Duva                                 | Ted Levine            | Forgács Gábor      |
| Dan Duva                                 | Jordan Gelber         |                    |
| Jon                                      | Daniel Sauli          |                    |
| Doreen Pazienza                          | Amanda Clayton        |                    |
| Ashley                                   | Christine Evangelista |                    |
| Heather                                  | Tina Casciani         |                    |
| Charity                                  | Liz Carey             |                    |
| Leigh                                    | Denise Schaefer       |                    |
| Cebol                                    | Joe Jafo Carriere     |                    |

## A film készítése
2010 szeptemberében bejelentették, hogy Angelo Pizzo lesz a film forgatókönyvírója, Chad A. Verdi, Noah Kraft és Glen Ciano a producerei, míg Michael Corrente a rendezője.
Mint 2014 szeptemberében kiderült, Miles Teller, Aaron Eckhart, Amanda Clayton, Ciarán Hinds és Katey Sagal csatlakozott a film szereplőgárdájához, a filmrendező Ben Younger lett, az általa írt forgatókönyv alapján, míg Scorsese, Emma Koskoff Tillinger, Bruce Cohen és Pamela Thur-Weir producerként működik közre. 2014 decemberében Tina Casciani csatlakozott a film szereplőihez. 2014-ben Aaron Eckhart állítólag 20 kilót szedett fel Kevin Rooney szerepéhez.

## Jogi problémák
2017. július 27-én Vinny Paz hivatalos pert indított Ben Younger és Chad A. Verdi filmkészítők ellen, hamisításra hivatkozva, valamint arra, hogy nem fizettek ki 175 ezer dollárt az élete történetének jogaiért ígért 300 ezer dollárból. A keresetet még ugyanezen év december 7-én elutasították.

## Fordítás
- Ez a szócikk részben vagy egészben  a   Bleed for This című angol Wikipédia-szócikk fordításán alapul.  Az eredeti cikk szerkesztőit annak laptörténete sorolja fel. Ez a jelzés csupán a megfogalmazás eredetét és a szerzői jogokat jelzi, nem szolgál a cikkben szereplő információk forrásmegjelöléseként.